# ロスチスラフ3世
ロスチスラフ3世（ロスチスラフ・ムスチスラヴィチ）（ロシア語・ウクライナ語:Ростислав Мстиславич、 ? - 1239年以降）は、ムスチスラフ・ダヴィドヴィチの子、もしくはムスチスラフ・ロマノヴィチの子という説がある。スモレンスク公：1230年 - 1232年、キエフ大公：1239年。

## 生涯
1230年、ムスチスラフ・ダヴィドヴィチの死によりスモレンスク公となるが、1232年にスヴャトスラフ・ムスチスラヴィチにより公の座から追放され、ポロツク公国に身を寄せた。そのスヴャトスラフは1238年に死に、その次のスモレンスク公ウラジーミルも1239年に死ぬと、リトアニア公国がスモレンスクに侵入した。そのリトアニアの軍勢はウラジーミル大公ヤロスラフに打ち砕かれ、ロスチスラフは再びスモレンスクに戻った。
また、1239年には、第二次モンゴルのルーシ侵攻が始まり、モンケを長としたモンゴル軍はチェルニゴフ公国を攻め落とし、ドニエプル川の左岸（キエフの対岸）に現れた。自領のチェルニゴフを失ったキエフ大公ミハイル・フセヴォロドヴィチがハンガリー王国へ逃亡したため、ロスチスラフはスモレンスクを立ちキエフへ入ったが、ダニール・ロマノヴィチによってキエフから追放された。
モンゴル軍の接近に及んで、ダニールは自分の領地を守備するとしてキエフから去ったため、キエフの防衛は市民と、ダニールの代官として置かれたドミトルの指揮に委ねられることになった。なお、モンケは1239年の冬は北コーカサスにいたとして、ロスチスラフのキエフ大公への即位は1240年の初春であると推定する説もある。

## 妻子
妻の名は不明である。子には以下の人物がいる。
- グレプ（? - 1278年） - スモレンスク公（1249年 - 1278年）。
- ミハイル（? - 1279年） - ムスチスラヴリ公（1260年 - 1278年）、スモレンスク公（1278年 - 1279年）。
- フョードル(ru)（1233/40年 - 1299年） - モジャイスク公（1250年 - 1299年）、スモレンスク公（1279年 - 1281年）、ヤロスラヴリ公（1293年 - 1299年）。
- コンスタンチン
- ユーリー[1]

公位の置かれた都市はそれぞれスモレンスク、ムスチスラヴリ、モジャイスク、ヤロスラヴリを参照されたし。